# Цокалија (Козенца)
Цокалија је насеље у Италији у округу Козенца, региону Калабрија.
Према процени из 2011. у насељу је живело 419 становника. Насеље се налази на надморској висини од 279 м.